# Mike Adams (football américain, 1990)
Pour les articles homonymes, voir Mike Adams et Adams.
(en) Statistiques sur pro-football-reference
Mike Adams, né le 10 mars 1990 à Farrell, est un joueur américain de football américain qui évolue comme offensive tackle.

## Biographie
Adams joue pour les Buckeyes d'Ohio State en universitaire.
Il a été sélectionné 56e (deuxième tour) de la draft 2012 de National Football League par les Steelers de Pittsburgh. Il est alors l'un des offensive tackles les plus en vue de cette draft.
Il joue pour sa première saison 10 matchs dont 6 comme titulaire. Il remporte le Joe Greene Great Performance Award (Rookie of the Year chez les Steelers de Pittsburgh) en 2012.
En juin 2013, il est blessé à l'arme blanche par des agresseurs devant son domicile et est hospitalisé.
En 2016, il évolue une saison aux Bears de Chicago.